# Akademia Zamojska (uczelnia publiczna)
Akademia Zamojska (dawniej Uczelnia Państwowa im. Szymona Szymonowica w Zamościu) – uczelnia publiczna, powstała 1 września 2021 roku. Nawiązuje swoimi tradycjami do istniejącej w latach 1594–1784 Akademii Zamojskiej.

## Historia
Uczelnia została utworzona na podstawie Rozporządzenia Rady Ministrów z dnia 7 czerwca 2005 roku jako Państwowa Wyższa Szkoła Zawodowa w Zamościu. Od początku nawiązywała swoimi tradycjami do istniejącej w latach 1594–1784 Akademii Zamojskiej. W latach 2005–2013 rektorat PWSZ znajdował się w siedzibie dawnej Akademii. Od 1 października 2009 nosi imię Szymona Szymonowica. W roku 2019 na mocy Rozporządzenia Ministra Nauki i Szkolnictwa Wyższego z 12 sierpnia 2019 roku w sprawie zmiany nazw niektórych publicznych uczelni zawodowych, Państwowa Wyższa Szkoła Zawodowa im. Szymona Szymonowica w Zamościu z dniem 1 września 2019 roku zmieniła nazwę na Uczelnia Państwowa im. Szymona Szymonowica w Zamościu. Uczelnia używała skrótu UPZ.

Na mocy ustawy z dnia 8 lipca 2021 o utworzeniu Akademii Zamojskiej dnia 1 września 2021 zniesiono istnienie UPZ, a na jej bazie utworzono współczesną Akademię Zamojską. Ustawa spotkała się z krytyką dotychczasowego rektora Andrzeja Samborskiego oraz Senatu oraz jako naruszająca autonomię uczelni. Minister edukacji i nauki Przemysław Czarnek na rektora nowej Akademii wyznaczył Pawła Skrzydlewskiego.

## Władze uczelni
- Rektor: dr hab. Paweł Skrzydlewski[2]
- Prorektor ds. Nauki i Współpracy z Zagranicą: dr hab. Ryszard Skrzyniarz, prof. Ucz.
- Prorektor ds. kształcenia: dr Ryszard Pankiewicz, EMBA
- Kanclerz: mgr Wojciech Adamczyk

## Struktura uczelni
- Wydział Nauk o Zdrowiu
- Wydział Nauk Społecznych i Humanistycznych
- Wydział Techniczno-Informatyczny
- Studium Wychowania Fizycznego
- Studium Języków Obcych
- Centrum Badań i Transferu Technologii UPZ
- Biblioteka
- Wydawnictwo

## Kierunki kształcenia
Aktualnie Akademia Zamojska oferuje możliwość kształcenia na czternastu kierunkach studiów pierwszego (studia licencjackie i inżynierskie) i drugiego stopnia oraz jednolitych studiach magisterkich prowadzonych w ramach trzech wydziałów.
- Wydział Nauk o Zdrowiu (Dziekan: dr hab. n. med. Szymon Zmorzyński)
  - Fizjoterapia
  - Pielęgniarstwo
  - Położnictwo
  - Ratownictwo medyczne
  - Turystyka i Rekreacja

- Wydział Nauk Społecznych i Humanistycznych (Dziekan: dr Łukasz Potocki)
  - Bezpieczeństwo narodowe
  - Finanse i Rachunkowość
  - Filologia (anglistyka)
  - Pedagogika
  - Prawo
  - Rynek sztuki i zarządzanie w kulturze

- Wydział Techniczno-Informatyczny (Dziekan: dr inż. Krzysztof Pancerz)
  - Informatyka
  - Logistyka
  - Mechanika i Budowa maszyn

## Centrum Badań i Transferu Technologii
Centrum Badań i Transferu Technologii (CeBiTT) jest ogólnouczelnianą jednostką organizacyjną, której działalność ukierunkowana została na prowadzenie w sposób ciągły badań naukowych, usług badawczych i prac badawczo–rozwojowych, szczególnie w zakresie nauk technicznych i inżynieryjnych, matematycznych, przyrodniczych. Powstanie CeBiTT jest efektem realizacji projektów inwestycyjnych realizowanych w latach 2009–2015 i współfinansowanych ze środków Europejskiego Funduszu Rozwoju Regionalnego Unii Europejskiej w ramach Programu Operacyjnego Rozwój Polski Wschodniej 2007-2013 Działania I.3 Wspieranie innowacji oraz budżetu państwa. Łączna wartość projektów wyniosła ponad 27 mln zł.
W skład CeBiTT wchodzą:
- Laboratorium Odnawialnych Źródeł Energii:
  - Sekcja Paliw i Energii
  - Sekcja Przyrodniczych Podstaw Energetyki
  - Pracownia Geograficznego Systemu Informacji (GIS): Planowanie przestrzenne, Badanie jakości gleb, Energetyka, ciepłownictwo, ewidencja sieci
- Laboratorium Mechaniki:
  - Sekcja Badań Materiałowych i Technologii
  - Sekcja Spajalnictwa i Inżynierii Powierzchni
  - Sekcja Obrabiarek Sterowanych Numerycznie CNC
  - Sekcja Badań Pojazdów i Silników
- Laboratorium Tworzyw Sztucznych:
  - Sekcja Spajania Tworzyw Sztucznych
  - Sekcja Badań Strukturalnych Tworzyw Sztucznych
  - Sekcja Wytwarzania Kształtek z Tworzyw Sztucznych
  - Sekcja Badań Mechanicznych Folii i Kształtek z Tworzyw Sztucznych
  - Sekcja Badań Palności Tworzyw Sztucznych
- Laboratorium Matematyki Stosowanej i Optymalizacji Procesów:
  - Sekcja Informatyki i Optymalizacji
  - Sekcja Analiz Procesowych

## Biblioteka
Biblioteka Akademii Zamojskiej powstała w 2005 roku. Wyposażona została w zbiory dostosowane do profilu kształcenia w uczelni. Korzystać z niej mogą studenci, pracownicy oraz osoby nie związane z uczelnią. W bibliotece skorzystać można z czytelni oraz komputerów z bezpłatnym dostępem do Internetu.

## Wydawnictwo
Wydawnictwo „OFFICINA SIMONIDIS” realizuje swoją misję od roku akademickiego 2006–2007. Od początku funkcjonowania nawiązuje do tradycji Akademii Zamojskiej, stale i z sukcesami rozwija działalność publikacyjną. Posiada ono Radę Programową i Kolegium Redakcyjne. W ich skład wchodzą przedstawiciele uznanych ośrodków naukowych z kraju i zagranicy zaś wszystkie kwalifikowane do druku publikacje podlegają systemowi recenzji. Zasady redakcyjne są w całej pełni podporządkowane idei przestrzegania dobrych obyczajów wydawniczych.
Działalność Wydawnictwa „OFFICINA SIMONIDIS” realizowana jest w ramach następujących serii wydawniczych:
- czasopisma
- monografie i opracowania
- podręczniki
- sprawozdania
- materiały informacyjne

## Akademik
Akademia Zamojska posiada własny akademik. Znajdują się w nim pokoje z łazienką spełniające nowoczesne standardy. Ponadto studenci mają do dyspozycji kuchnię, pralnię i ogólnodostępny Internet bezprzewodowy.